# El Hamel
El Hamel je mesto in občina v provinci M'Sila v Alžiriji. Po popisu leta 1998 ima 10.195 prebivalcev.

## Geografija
El Hamel je bil zgrajen v 11. stoletju na dveh gričih ob vznožju gore Omrane; z vseh strani obdano z gorami mesto spominja na srednjeveško citadelo, pod katero teče veliki Oued. Vas saharskega tipa, na hribu, medtem ko se na drugem dviga zaouïa, ki po videzu spominja na trdnjavo (ribât).
Zahvaljujoč vodam tega vadija, ki se napaja iz več izvirov, in kljub ozkosti razpoložljivih površin je bilo razvitih na stotine vrtov granatnega jabolka, fig, marelic in murv, ki predstavljajo pomemben vir dohodka za velik del prebivalstva.

## Zgodovina
Številni prebivalci izvirajo iz tako imenovanih hedžadž (romarjev) El-Hamela, ki so se tu naselili, ko so se vrnili z romanja na hadža. Prvi izmed teh prebivalcev so bili otroci plemenitega Sidi Bouzida Ben Ali Ach'Charifa Al-Hassanija, od katerega so izšli vsi Šarifi (potomci Mohameda) iz osrednjega Magreba.

## Opis mesta
Stara vas El-Hamel je zgrajena okoli Ain-Et'Toute (Murvinega vodnjaka), ki je ksar (utrdba, utrjeno mesto), katerega zgradbe spominjajo na tiste iz kazbe v Alžiru in ksarja v Ghardaïi in starega Bou-Saâda. Hiše so postavljene druga ob drugi. Med seboj komunicirajo prek čudovitih sakifatov; nekakšne ozke ulice, ki jih tu in tam prečkajo ghorfates ali viseče verande, ki počivajo na starih drevesnih deblih in tvorijo majhne tunele, ki prinašajo zavetje, čar in svežino.

## Zavija
Zaouïa El Hamel je ena najbolj znanih v državi, je del bratovščine Rahmaniyya.
Zgrajena na levem bregu vadija Bou-Saâda, njena impozantna gmota, katere videz je kot trdnjava, se zdi, da bdi nad vasjo, ki je spodaj.
Nastanek kompleksa Zaouïa (Zavija) sega v 19. stoletje, ustanovil ga je Sidi Mohammed Ben Belqacem, rojen leta 1823 v bližini mesta Hassi Bahbah v provinci Djelfa. Po njegovi smrti leta 1897 ga je do leta 1904 nasledila njegova hči Lalla Zaynab.
Zaouïa je sestavljena iz mošeje, koranske šole in mavzoleja, kjer počivajo ustanovitelj in njegovi nasledniki.